# カービング (企業)
株式会社 カービングは、かつて兵庫県芦屋市に本社が存在した、アルミホイールを主とする自動車カスタム用品メーカーである。
BMWハルトゲを日本に輸入した、輸入車販売業社トミタオート商会の取締役であった佐藤孝紀が1988年に創業。
鍛造ホイールが人気の時代に、アメリカンホイールを次々とリリースし大ヒット。1996年発売のHEAD40は約25万本販売され、その販売数は未だ更新されていない。
日本のアルミホイール製造・販売企業では、レイズやワークが競合であった。

## 主なブランド
- Stark（シュターク）
- WILCOX（ウィルコックス）
- HEAD40(ヘッドフォーティー）

## 会社概要
- 創業：1988年
- グループ社員数：40名
- グループ年商：38億円